# 長崎県立時和特別支援学校
長崎県立時和特別支援学校（ながさきけんりつ ときわとくべつしえんがっこう）は、2024年（令和6年）4月に長崎県西彼杵郡時津町西時津郷に開校した県立特別支援学校。
長崎県立鶴南特別支援学校時津分校が本校化（独立）した形となる。

## 概要
校名の由来
「時」- 所在地である時津町の頭文字。「時間」の意味も込められている。
「和」- 「令和」（新しい時代）・「平和」・「和やか」の意味が込められている。
歴史
2006年（平成18年）4月、長崎県立盲学校に併設された長崎県立鶴南養護学校小学部時津分教室を起源とする。2012年（平成24年）に中学部が設置され、2015年（平成27年）には高等部も設置され、同時に時津分教室から時津分校となった。設置から18年目の2024年（令和6年）4月に本校化（独立）の運びとなった。
校訓
「元気に　たゆまず　美しく」
スクールカラー
校名の「ときわ」にちなみ、常磐色となっている。
校章
鳥が羽をひろげたものを図案化し、中央に校名である「時和」の文字（横書き）を配している。色はスクールカラーの常磐色となっている。
学部
- 小学部
- 中学部
- 高等部

分校（2025年（令和7年）4月設置）
- 西彼杵分校（にしそのぎ）
  - 小学部・中学部 - 西海市立大瀬戸中学校に併設[1]。
  - 高等部 - 長崎県立鶴南特別支援学校から従来の西彼杵分教室（長崎県立西彼杵高等学校併設）が移管される[2]。

## 沿革
- 2006年（平成18年）4月1日 - 長崎県立盲学校に「長崎県立鶴南養護学校 時津分教室」が開設される。
- 2010年（平成22年）4月1日 - 校名の改称により、「長崎県立鶴南特別支援学校 時津分教室」に改称。
- 2012年（平成24年）4月1日 - 中学部が新設される。
- 2015年（平成27年）4月1日 - 高等部を設置の上、「長崎県立鶴南特別支援学校 時津分校」に改称。

本校化（独立）に向けて
- 2022年（令和4年）12月 - 公募により、校名案が「長崎県立時和特別支援学校」に決定。
- 2023年（令和5年）
  - 3月 - 長崎県立時和特別支援学校 設置条例が議決される。
  - 7月 - 高等部の増築を開始。
- 2024年（令和6年）
  - 4月1日 - 長崎県立鶴南高等学校から分離の上、「長崎県立時和特別支援学校」として独立[3]。
  - 4月9日 - 開校式を挙行。
- 2025年（令和7年）
  - 4月1日 - 西彼杵分校（小学部・中学部・高等部）を設置[1][2]。
    - 小・中学部は西海市立大瀬戸中学校に併設の形で新設される[1]。
    - 高等部は、長崎県立鶴南特別支援学校から西彼杵分教室（長崎県立西彼杵高等学校併設）が移管される[2]。

  - 4月10日 - 西彼杵郡分校開校式を挙行。

## アクセス
最寄りのバス停留所
- 長崎自動車（長崎バス） 「盲学校入口」バス停

## 周辺
- 長崎県立盲学校
- 西時津公民館
- 西時津コミュニティ消防センター
- 時津町立時津中学校